# Trastorno por estrés agudo
El trastorno por estrés agudo es un trastorno de ansiedad, a medio camino del trastorno de estrés postraumático, en el que la persona sufre, temporalmente pero de forma aguda, un cuadro de ansiedad fisiológica, como respuesta a la experimentación de uno o varios sucesos altamente estresantes, donde se ha puesto en peligro la integridad física de uno mismo o de los demás.
A diferencia del trastorno de estrés postraumático, los síntomas aparecen a los pocos minutos del suceso traumático, y remiten con un mínimo de 2 días y un máximo de 4 semanas.
Al igual que en el trastorno de estrés postraumático pueden revivirse las experiencias traumáticas, y muestran un sintomatología similar a estos. A veces se siente culpables por lo ocurrido, o no merecedores de haber sobrevivido (en el caso de sucesos que se hayan cobrado víctimas mortales). No es raro que el trastorno de estrés agudo desemboque en un trastorno de estrés postraumático.

## Criterios diagnósticos
Los criterios internacionales de diagnóstico de Trastorno por Estrés agudo están recogidos en el DSM-IV y el CIE-10:
A. El individuo ha estado expuesto a un acontecimiento traumático en el que:
1. Ha experimentado, presenciado o le han explicado uno o más acontecimientos caracterizados por muertes o amenazas para su integridad física o la de los demás
2. Ha respondido con temor, desesperanza o un horror intensos.

B. Durante o después del acontecimiento traumático, el individuo presenta 3 o más de los siguientes Síntomas:
- Sensación subjetiva de embotamiento, desapego o ausencia de reactividad emocional
- Reducción del reconocimiento de su entorno (por ej. estar aturdido)
- Desrealización (por ej. experimentar al mundo externo como algo extraño)
- Despersonalización (por ej. no sentirse uno mismo)
- Amnesia disociativa (por ej. incapacidad para recordar un aspecto importante del trauma)

Signos:
C. El acontecimiento traumático es reexperimentado persistentemente a través de una o más de las siguientes formas:
- Recuerdos del acontecimiento, recurrentes e intrusos, que provocan malestar y en los que se incluyen imágenes, pensamientos o percepciones.
- Sueños de carácter recurrente, sobre el acontecimiento, que producen malestar
- El individuo actúa o tiene la sensación de que el acontecimiento traumático está ocurriendo (por ej. sensación de estar reviviendo la experiencia, ilusiones, alucinaciones y flashbacks)
- Malestar psíquico intenso al exponerse a estímulos internos o externos que simbolizan o recuerdan un aspecto del acontecimiento traumático
- Respuestas fisiológicas al exponerse a estímulos internos o externos que simbolizan o recuerdan un aspecto del acontecimiento traumático

D. Evitación persistente de estímulos asociados al trauma y embotamiento de la reactividad general del individuo (ausente antes del trauma), tal y como indican tres (o más) de los siguientes síntomas:
- Esfuerzos para evitar pensamientos, sentimientos o conversaciones sobre el suceso traumático
- Esfuerzos para evitar actividades, lugares o personas que motivan recuerdos del trauma
- Incapacidad para recordar un aspecto importante del trauma
- Reducción importante del interés o de la participación en actividades sociales o laborales
- Sensación de desapego o enajenación frente a los demás
- Restricción de la vida afectiva (por ej. incapacidad para tener sentimientos de amor)
- Sensación de un futuro desolador (por ej. no tener esperanzas respecto a encontrar una pareja, formar una familia, hallar empleo, llevar una vida normal)

E. Síntomas persistentes de aumento del estado de alerta (ausentes antes del trauma), tal y como lo indican dos o más de los siguientes síntomas:
- Dificultad para conciliar o mantener el sueño
- Irritabilidad o ataques de ira
- Dificultad para concentrarse
- Respuestas exageradas de sobresalto

F. Estas alteraciones duran un mínimo de 2 días y menos de 1 mes y provocan un malestar significativo o deterioro de las relaciones sociales, la actividad laboral o de otras áreas importantes de la vida de la persona.

### Afectaciones generales en la vida social
El TEA, al igual que el Trastorno por Estrés postraumático, provoca graves alteraciones como se ha mencionado anteriormente. Por un lado están las dificultades para dormir, que provocan que la persona esté siempre cansada, que no pueda realizar ciertas actividades que supongan demasiado esfuerzo mental, y que las relaciones sociales no lo estimulen lo suficiente. Por otro tenemos el estado de vigilancia constante, que perjudica a la persona en todos sus aspectos. El no poder crear vínculos con los demás, el desconfiar de todas las personas con las que se cruza y el sobresalto por algo habitual (el ruido de un taladro, el saludo de un conocido cuando no se espera...) es algo que perjudica a aquella persona que sufre este trastorno, pudiendo provocar que acabe aislándose o que no acepte la ayuda de los profesionales, entre otras cosas.

## Prevalencia
En veteranos de combate existe una prevalencia del 30%, y del 1 al 3% de la población general.

## Tratamiento
Al igual que en el trastorno de estrés postraumático las terapias se basan en la descarga del evento traumático a través de terapias individuales o grupales (incluida la hipnosis, y la EMDR) y el reposo. Puede ser útil los fármacos ansiolíticos y antidepresivos.

## Cuidado personal
El cuidado personal es crucial durante y después de una crisis o un trauma. Éste depende de tres aspectos:
·  La salud física
·  La seguridad personal
·  La atención plena
La salud física es el agente principal puesto que suele ser puesto en riesgo con experiencias traumáticas. Se debe llevar a cabo un hábito de vida saludable, incluyendo en el tiempo suficiente para comer, dormir, realizar cualquier tipo de actividad física y las tareas diarias. Los medicamentos o sustancias farmacológicas deben ingerirse con moderación, solo cuando sean necesarios.
La seguridad personal es fundamental. Después de un único episodio traumático, las personas afectadas son más capaces de procesar la experiencia cuando saben que ellos y sus seres queridos están a salvo. Sin embargo, puede ser difícil obtener una seguridad completa durante las crisis en curso, como el maltrato doméstico, la guerra o una pandemia infecciosa. Durante estas dificultades en curso, las personas afectadas deben buscar ayuda en expertos del tema para saber cómo ellos mismos y sus seres queridos pueden estar lo más seguros posible.
Un enfoque consciente al cuidado de uno mismo se centra en reducir los sentimientos de estrés, aburrimiento, ira, tristeza y aislamiento que las personas traumatizadas experimentan normalmente mediante la realización de actividades para evadirse como leer un libro o ver una película, además de llevar a cabo también actividades en comunidad o en familia. Si las circunstancias lo permiten, las personas en situación de riesgo deben hacer y seguir un horario diario normal; por ejemplo, levantarse, ducharse, vestirse, salir y dar un paseo, además de preparar e ingerir alimentos de forma regular.

## Caso clínico[4]
Un paciente de 40 años acudió a urgencias el 12 de diciembre presentando un cuadro de ansiedad y nerviosismo, desencadenado por un evento traumático ocurrido el 8 de diciembre. El paciente, conductor en una empresa de mensajería, presenció un atropello a un peatón mientras realizaba su jornada laboral. Según se informa, tuvo que brindar asistencia inicial a la víctima y permanecer con ella hasta la llegada de los servicios de emergencias. Cuatro días después del incidente, buscó atención médica en urgencias, donde se le diagnóstico trastorno de estrés agudo. 
El tratamiento administrado en urgencias, fue el siguiente:
Terapia conductual:
- Se brindó un espacio de apoyo emocional.
- Se le recomendó compartir su experiencia con sus seres queridos como parte del proceso terapéutico.

Reforzamiento del cuidado personal:
- Se le recordó que tanto él como su familia se encuentran seguros, enfatizando la importancia de su bienestar físico y emocional.

Terapia farmacológica:
- Se administró diazepan 10 mg por vía oral, con indicación de tomar un comprimido cada 8 horas en caso de ansiedad.
- Para el insomnio, se pautó lorazepan 1 mg al momento de acostarse.